# 沃格島 (挪威)
沃格島（挪威語：Vågsøy）是挪威已撤銷的市镇，曾位於松恩-菲尤拉訥郡。該市镇存在於1910年至2020年間。